# Oeta Chasma
L'Oeta Chasma è una formazione geologica della superficie di Mimas.
È intitolato al monte Eta in Grecia, di cui il mito narra che fu scosso da un titano durante la guerra tra titani e olimpici.